# Аллект
Гай Аллект (лат. Gaius Allectus; погиб в 296 году) — римский император-узурпатор, правивший Британией и частью Северной Галлии в 293—296 годах. Пришёл к власти, свергнув своего предшественника Караузия. Потерпел поражение и погиб в войне с цезарем Констанцием Хлором.

## Биография
Гай Аллект был приближённым (предположительно, префектом претория) самопровозглашённого императора Римской Британии Марка Аврелия Мавзея Валерия Караузия. В 293 году, когда Караузий начал терпеть поражения в войне с императором Констанцием Хлором, правившим на континенте, Аллект организовал его убийство и сам стал императором. Подробности неизвестны. Секст Аврелий Виктор пишет, что Аллект «опутал кознями» Караузия и организовал покушение, поскольку «стал бояться злоумышлений и казни». Узурпатор принял имя Гай Аллект Август и установил контроль над всей Римской Британией. По-видимому, его власть признала и часть Северной Галлии; союзниками Аллекта были франки.
Правление Аллекта продолжалось всего три года. Констанций Хлор к 295 году установил контроль над всеми его владениями на материке и нейтрализовал франков, а в 296 году решил высадиться в Британии. Он планировал пристать к берегу в Кенте, но был вынужден вернуться в Галлию из-за шторма. Префект Хлора Юлий Асклепиодот, командовавший отдельной эскадрой, переправился на остров Векта (Уайт), избежав встречи с флотом Аллекта благодаря туману. Тогда император Британии двинул против Асклепиодота всю свою армию. На севере современных Гемпшира или Беркшира произошло большое сражение, в котором Аллект потерпел поражение; он погиб во время бегства, и после этого Британия снова была подчинена Риму. Это означало полное объединение Римской империи после масштабного кризиса III века.

## В литературе
Аллект фигурирует в «Истории бриттов» Гальфрида Монмутского (XII век). Гальфрид, очень вольно обращавшийся с историческими сюжетами, писал, что Аллекта направили в Британию из Рима во главе трёх легионов, чтобы подавить возглавленное Караузием восстание местного населения. Посланный одержал победу и «завладел королевским престолом», но вскоре против него восстал правитель Корнубии (Корнуолла) Асклепиодот, которого поддержали бритты. В сражении с Асклепиодотом Аллект погиб.
Аллект стал персонажем повести Розмэри Сатклиф «Серебряная ветка» (1957 год). Там он изображён как человек «высокий, с шапкой очень светлых волос, серебрившихся на висках. Тяжёлое лицо его было бы приятным, если бы не чрезмерная бледность красок; всё было белёсое — волосы, кожа, глаза».